# Atletica leggera ai Giochi della XVI Olimpiade - Salto triplo

Video della Finale (film ufficiale dei Giochi)

La competizione del salto triplo di atletica leggera ai Giochi della XVI Olimpiade si è disputata il giorno 27 novembre 1956 al Melbourne Cricket Ground.

## L'eccellenza mondiale
| Campione olimpico 1952  | 16,22        | Adhemar F. da Silva | Presente |
| Campione europeo 1954   | 15,90        | Leonid Ščerbakov    | Presente |
| Primatista mondiale     | 16,56 (1955) | Adhemar F. da Silva | Presente |
| Vincitore selezioni USA | 15,66        | Ira Davis           | Presente |

Il campione uscente Da Silva arriva all'appuntamento olimpico imbattuto dal 1950.

Durante la stagione tre atleti hanno superato i 16 metri: il giapponese Teruji Kogake, capolista mondiale con 16,48; il sovietico Leonid Ščerbakov con 16,46, poi da Silva.

## Risultati

### Turno eliminatorio
Qualificazione14,80 m
Ventidue atleti ottengono la misura richiesta.

La miglior prestazione appartiene a Teruji Kogake (Giappone), con 15,63 m (ventoso).
| Pos. | Atleta               | Nazione          | Misura | Salti | Salti | Salti |
| Pos. | Atleta               | Nazione          | Misura | 1°    | 2°    | 3°    |
| ---- | -------------------- | ---------------- | ------ | ----- | ----- | ----- |
| 1    | Teruji Kogake        | Giappone         | 15,63  | 15,63 | -     | -     |
| 2    | Leonid Ščerbakov     | Unione Sovietica | 15,59  | 15,59 | -     | -     |
| 3    | Koji Sakurai         | Giappone         | 15,49  | 15,49 | -     | -     |
| 4    | Kari Rahkamo         | Finlandia        | 15,43  | 15,43 | -     | -     |
| 5    | Vitol'd Kreer        | Unione Sovietica | 15,38  | 15,38 | -     | -     |
| 6    | Hiroshi Shibata      | Giappone         | 15,27  | 15,27 | -     | -     |
| 7    | George Donald Shaw   | Stati Uniti      | 15,23  | 14,79 | 15,23 | -     |
| 8    | Tapio Lehto          | Finlandia        | 15,21  | 14,67 | 13,34 | 15,21 |
| 9    | Vilhjálmur Einarsson | Islanda          | 15,16  | 15,16 | -     | -     |
| 10   | Bill Sharpe          | Stati Uniti      | 15,16  | 15,16 | -     | -     |
| 11   | Adhemar da Silva     | Brasile          | 15,15  | 15,15 | -     | -     |
| 12   | Éric Battista        | Francia          | 14,99  | 14,99 | -     | -     |
| 13   | Martin Řehák         | Cecoslovacchia   | 14,97  | 14,97 | -     | -     |
| 14   | Lawrence Ogwang      | Uganda           | 14,95  | 14,76 | 14,31 | 14,95 |
| 15   | Ira Davis            | Stati Uniti      | 14,93  | 14,93 | -     | -     |
| 16   | Peter Esiri          | Nigeria          | 14,93  | 14,93 | -     | -     |
| 17   | Mohinder Singh       | India            | 14,93  | 14,66 | 14,93 | -     |
| 18   | Hannu Rantala        | Finlandia        | 14,92  | 14,45 | 14,92 | -     |
| 19   | Ken Wilmshurst       | Gran Bretagna    | 14,89  | 14,89 | -     | -     |
| 20   | Choi Yeong-Gi        | Corea del Sud    | 14,86  | 14,86 | -     | -     |
| 21   | Ryszard Malcherczyk  | Polonia          | 14,84  | 14,84 | -     | -     |
| 22   | Paul Engo            | Nigeria          | 14,81  | 14,81 | -     | -     |
| 23   | Brian Oliver         | Australia        | 14,74  | 14,37 | 14,08 | 14,74 |
| 24   | Gabuh bin Piging     | Borneo del Nord  | 14,55  | 14,47 | 14,55 | n     |
| 25   | Ronald Gray          | Australia        | 14,46  | 14,37 | 14,46 | 14,31 |
| 26   | Wu Chun-Tsai         | Taiwan           | 14,36  | n     | 14,36 | n     |
| 27   | Maurice Rich         | Australia        | 14,26  | 14,26 | 13,76 | 13,91 |
| 28   | Sium bin Diau        | Borneo del Nord  | 14,09  | 13,99 | 13,56 | 14,09 |
| 29   | Walter Herssens      | Belgio           | 14,05  | 14,05 | 13,99 | -     |
| 30   | Muhammad Ramzan Ali  | Pakistan         | 13,90  | n     | n     | 13,90 |
| 31   | Muhammad Rashid      | Pakistan         | 13,53  | 13,00 | 13,53 | 13,35 |
| 32   | Tan Eng Yoon         | Singapore        | NM     | n     | n     | n     |

### Finale
Parte bene il sovietico Shcherbakov con 15,80. Meglio di lui fa l'americano Sharpe con 15,88, nuovo record nazionale. Kogake invece non è mai in gara e verrà eliminato dopo i primi tre salti.

Al secondo turno si porta in testa alla classifica lo sconosciuto islandese Einarsson che, beneficiando di una folata di vento favorevole, atterra a 16,26, migliorandosi di oltre 40 cm. L'islandese ha battuto il record olimpico.

Per da Silva si fa tutto più difficile. Il brasiliano reagisce saltando prima 16,04, poi 15,90 e quindi al quarto turno 16,35, prendendosi l'oro e il primato olimpico. Al quinto turno pareggia il 16,26 dell'islandese e finisce la sua gara con 16,21.
Nella gara olimpica da Silva ha conseguito la sua 60ª vittoria consecutiva. La misura vincente di da Silva è anche la miglior prestazione di tutti i tempi a livello del mare.
| Pos.    | Atleta               | Età | Nazione          | Misura | Salti | Salti | Salti | Salti | Salti | Salti |
| Pos.    | Atleta               | Età | Nazione          | Misura | 1°    | 2°    | 3°    | 4°    | 5°    | 6°    |
| ------- | -------------------- | --- | ---------------- | ------ | ----- | ----- | ----- | ----- | ----- | ----- |
| Oro     | Adhemar da Silva     | 29  | Brasile          | 16,35  | 15,69 | 16,04 | 15,90 | 16,35 | 16,26 | 16,21 |
| Argento | Vilhjálmur Einarsson | 22  | Islanda          | 16,26  | n     | 16,26 | 15,81 | n     | 15,61 | -     |
| Bronzo  | Vitol'd Kreer        | 24  | Unione Sovietica | 16,02  | 15,83 | n     | 16,02 | 15,51 | n     | n     |
| 4       | Bill Sharpe          | 24  | Stati Uniti      | 15,88  | 15,88 | n     | 14,15 | -     | -     | -     |
| 5       | Martin Řehák         | 23  | Cecoslovacchia   | 15,85  | 15,58 | n     | 15,85 | n     | 15,10 | 15,63 |
| 6       | Leonid Ščerbakov     | 29  | Unione Sovietica | 15,80  | 15,75 | n     | 15,58 | n     | 15,80 | 15,12 |
| 7       | Koji Sakurai         | 20  | Giappone         | 15,73  | 15,73 | 15,59 | 15,29 |       |       |       |
| 8       | Teruji Kogake        | 23  | Giappone         | 15,64  | 15,64 | 14,71 | 15,01 |       |       |       |
| 9       | Ryszard Malcherczyk  | 25  | Polonia          | 15,54  | 15,54 | 15,26 | 15,41 |       |       |       |
| 10      | Ken Wilmshurst       | 22  | Gran Bretagna    | 15,54  | 15,42 | 15,54 | 15,09 |       |       |       |
| 11      | Ira Davis            | 20  | Stati Uniti      | 15,40  | 14,16 | n     | 15,40 |       |       |       |
| 12      | George Donald Shaw   | 25  | Stati Uniti      | 15,33  | 15,33 | n     | n     |       |       |       |
| 13      | Hiroshi Shibata      | 21  | Giappone         | 15,25  | 15,25 | 14,85 | n     |       |       |       |
| 14      | Kari Rahkamo         | 23  | Finlandia        | 15,21  | 15,21 | n     | n     |       |       |       |
| 15      | Mohinder Singh       | 22  | India            | 15,20  | 15,20 | n     | n     |       |       |       |
| 16      | Éric Battista        | 23  | Francia          | 15,15  | 15,15 | 15,03 | n     |       |       |       |
| 17      | Paul Engo            | 25  | Nigeria          | 15,03  | 14,98 | 15,03 | 14,87 |       |       |       |
| 18      | Tapio Lehto          | 25  | Finlandia        | 14,91  | 14,63 | 14,91 | n     |       |       |       |
| 19      | Hannu Rantala        | 20  | Finlandia        | 14,87  | 14,65 | 14,87 | 14,87 |       |       |       |
| 20      | Lawrence Ogwang      | 23  | Uganda           | 14,72  | 14,19 | 14,72 | 14,15 |       |       |       |
| 21      | Choi Yeong-Gi        | 30  | Corea del Sud    | 14,65  | 14,65 | n     | n     |       |       |       |
| 22      | Peter Esiri          | 28  | Nigeria          | NM     | n     | n     | pass  |       |       |       |